# メンタリスト (テレビドラマ)
『メンタリスト』（英語：The Mentalist）は、アメリカのCBSで2008年から2015年まで放送されていたテレビドラマ（刑事ドラマ）。
初回は1560万人が視聴し、その後もシーズンを通じて高視聴者数を維持。最大で1970万人を記録している。2008年の新番組トップであり、『24 -TWENTY FOUR-』『LOST』といった強豪作品を抜き、新作としては唯一視聴者数ランキングTOP10に入っている。
2014年11月から放送されたシーズン7がファイナルシーズンとなった。
日本では、2010年5月26日よりスーパー!ドラマTVにて、『THE MENTALIST メンタリストの捜査ファイル』の邦題で独占放送。2011年5月18日からシーズン2、2012年5月23日からシーズン3、2013年6月12日からシーズン4、2014年6月25日からシーズン5、
2015年6月24日からシーズン6、2016年5月25日からファイナルシーズンが放送。
またDlifeでも放送している。

## あらすじ
カリフォルニア州捜査局（通称・CBI）の犯罪コンサルタント、パトリック・ジェーン。青い瞳と爽やかな笑顔が似合うハンサムだが、元詐欺師で以前は自身を霊能者(サイキック)と偽り活躍していた。妻と娘を殺した宿敵レッド・ジョンを追うため、CBIのコンサルタントとなり、人間心理を巧みに操る観察眼と推理力を持つ「メンタリスト」として型破りな捜査で犯人を追う。
レッド・ジョン事件の終了後、CBIコンサルタント時代に捜査の過程で犯した大小さまざまな犯罪を帳消しにする条件として、FBIのコンサルタントとして捜査に参加する。

## 登場人物・キャスト

### 主要登場人物
パトリック・ジェーン（Patrick Jane）
演 - サイモン・ベイカー(少年期: クリス・ブロシュー)、日本語吹替 - 郷田ほづみ
犯罪コンサルタントとしてCBIの犯罪捜査に加わり、事件の解決に協力している。
警察官ではないため、犯人を見つけても手錠をかけることはできない。
拳銃も苦手という理由で所持していないため、犯人逮捕の突入時は少し離れた安全な場所で待機している。また、抵抗する犯人に立ち向かうなど、荒っぽいことも苦手である。
観察力、記憶力（記憶の宮殿＝場所法と呼ばれる記憶術）に優れまた催眠術も会得しており、これらを捜査に活用している。催眠術は時に、相手に見破られたり、全く通用しないケースもある。また被害者の家族らの精神的苦痛を和らげることに利用したりすることもある。
聞き込み捜査や現場検証などの訪問先で勝手に、お茶を淹れて飲むことが多い。ある事件でティーカップの指紋を取られてジェーンの不法侵入が認められ、CBIが裁判に提出した証拠がすべて無効にされたことがあり、「もうお茶は飲まない」と言ったが、結局、やめることはなかった。また、毒物が混入したお茶を飲み、昏倒したことがある。
昔は霊能者（サイキック）を騙ってテレビにも出演していたが、人の心理につけこんだ詐欺師のようなものだった。記憶喪失で結婚前の性格に戻ったとき、お金と女性への手癖が悪く平気で人をだます酷い状態となってしまい、チョウからは「家族が殺された後の方がいいやつですね」と言われてしまう程（リズボンは記憶のある時のジェーンが元々の性格ではないかと言っている）。
しかし、テレビ番組の中で連続殺人鬼レッド・ジョンの事件にいたずらに触れ、彼を挑発してしまったことで妻アンジェラと娘シャーロットを殺されてしまい、それ以来レッドジョンへの復讐に燃え、自分の能力を犯罪捜査に役立てるようになる。
レッドジョンを見つけたら逮捕せずその場で自ら射殺すると公言し、実際に絞殺した。
初対面の相手に対しても歯に衣着せぬ言葉を投げかけ、犯罪現場以外の私室などを不必要にうろつくことで敵意を向けられたり、怒らせることもしばしば。それによって相手から本音を引きだそうとする。
家族を自身の傲慢さにより結果的に死に追いやってしまったため、罪の意識から一時期精神病院に入院していたことがある。このことについてはあまり彼自身も話したがらない。また、同じ理由からテレビカメラも毛嫌いしている。
少年時代は幸福なものとは言えず、生まれ持った天才的な頭脳と優れた洞察力で、マネージメントを務める強権的な父親と共にショービジネスの世界に身を置き、千里眼を持つ「奇跡の少年」として人気を博しつつも、トレーラーハウスでドサ回りのような生活を送っていた。そのため、学校というものには行っていない。
元はといえば、くだんのインチキ霊能者稼業も、ジェーンがステージの上で「奇跡の少年」を演じることに限界を感じ始めた父親がもっと割のいい仕事をと彼に強要して始めたもので、当初は人を騙すことに抵抗があったものの、結局押し切られてしまった。
シーズン6前半でアメリカ国外に逃亡、新しい生活を送っていたがアボットに見つかり全ての罪を清算する契約を交わしてFBIのコンサルタントになる。しかし最初に突き付けたジェーンの条件を無視され、FBIの完全な配下にされかけたが、秘密結社のメンバーリストをごまかし自身しか知らない情報を持っていると思わせることで条件を全て飲ませ、自由な権限をアボットから手に入れると共に、リズボンをFBIに入れることをも認めさせた。
現実的な考えの持ち主で、自身もインチキ霊能者だったこともあり、超現実的なことは一切信じていない。犯罪現場で軽率な行動をすることもあり、不謹慎だと怒られることもあるが「死んだ人は気にしない」と意に介さない。皮肉屋な反面、無垢な子供や動物には素直な優しさをみせることがある。
古典から近代にいたる書籍や絵画への幅広い知識を持ち、事件解決に一役を買う。
愛車はシトロエン・DS21。運転が荒く、車に同乗する者は彼が運転することを嫌がる。
衣食にくらべて住への拘りが薄く、かつての自宅はほぼすべての家具を運び出しているが、妻子の殺された寝室のスマイルマークの下にマットレスのみ置いており、時折そこで寝ている。レッド・ジョンの手がかりを得てからは、CBIの屋上の倉庫に南京錠を据え付けて事務所代わりにし、FBI在籍時には移動手段も兼ねてキャンピングカーを購入。後に小屋を購入し、自身の住居とする。
テレサ・リズボン（Teresa Lisbon）
演 - ロビン・タニー、日本語吹替 - 加納千秋
CBIの捜査チームを率いる捜査官。シカゴ出身のためシカゴ訛りの英語を話す。
ジェーンの暴走しがちな捜査に度々頭を悩まされているが、人一倍ジェーンのことを心配していて、彼が誘拐された際などは職務を忘れて犯人を脅迫することもある。
幼いころに看護師だった母親を飲酒運転の車にひき逃げされて亡くし、それ以降は父親が酒びたりになってしまったため苦労が多かった。身に着けている十字架のネックレスは母の形見で肌身離さずつけている。
シーズン6でCBIが解体された後、地方警察の署長をしていたが、ジェーンが戻ってきたことにより(無理やり)FBIの捜査官になる。
女性らしいものに疎く、ジェーンやチョウにセンスが無いことを指摘されている。
CBIのほとんどが知っていたリグスビーとヴァンペルトの交際について、2人に告白されるまで全く気づかなかった。過去には婚約していたこともあるが、「若気の至り」で自ら逃げ出してしまった。
シーズン1から長いことジェーンに想いを寄せていたものの、彼の過去の事件のこともあり気持ちを伝えることが出来ずにいた。
だが、シーズン6最終話でようやくジェーンと両想いとなる。シーズン7最終話で彼と結婚し、彼との子供を身篭り、シリーズフィナーレを飾った。
キンブル・チョウ（Kimball Cho）
演 - ティム・カン、日本語吹替 - 喜山茂雄
元軍人のCBI捜査官。韓国移民二世。
シーズン1では気さくで笑顔も多かったが次第に生真面目で無駄口をきかないクールな性格になった。生真面目な性格とは裏腹にチーム内ではジェーンにかなり協力的で、犯人を逮捕するための無茶な作戦にも度々手を貸す。小柄(画面上背の高さはジェーンと大差ないが長身のリグスビーと並ぶことが多いので相対的に小柄に見える)だが筋骨隆々、その強面と体格の良さを生かして容疑者の確保や尋問などを主に行う。
苦手な食べ物はパイナップル。職場でしばしばピザの出前を注文する。読書が趣味で、張り込みの際は読書で時間をつぶしている。黒魔術などのオカルトが苦手。
軍隊入隊前は筋金入りの不良少年で、当時は「エイボン・パーク・プレイボーイズ」というギャングに所属していたが、強盗を生業にしようとしたリーダーと揉め、撃ち合いになり身を隠すためそのまま軍隊に入隊した。
CBIに入ったばかりのころ、リグスビーを見て辞めようと思ったことがあるが、リズボンの仕事ぶりに尊敬の念を抱き思いとどまった。
リズボンがラローシュにボスの職務から外された際は、彼の指名で一時的ではあるがチームを率いる。その手腕はリズボンやラローシュに高く評価された。
シーズン4では捜査中の怪我が原因で鎮痛剤に依存するようになっていたが、仕事に支障をきたすようになったため、自分の意思で辞めている。
シーズン5でCBIに突入班が新設された際、自ら参加を志願している。
売春婦のサマーを一時情報屋として雇い、やがて人なつこい彼女を更生させたいという気持ちが愛情に変わったが、交際は長く続かず話し合いの末別れる。シーズン5でマーシャルという男との子供を身籠った姿で再びチョウの前に現れた。
CBI解体後、訓練と講習を経てFBI捜査官となりオースティン支局に勤務、再びジェーンやリズボンと仕事を共にすることになった。
シーズン7ではアボットの一件を片付けた後、アボットから後任を打診され、これを受ける。
ウェイン・リグスビー（Wayne Rigsby）
演 - オウェイン・イオマン、日本語吹替 - 江川央生
サンディエゴ郡の放火捜査課で2年の経験を積んだ放火事件のエキスパート。身長185cm前後と長身。
寡黙なチョウとは対照的に、思ったことをすぐ口にする。食い意地がはっており、四六時中スナックばかり食べている。タコス等の屋台グルメにも目がなく、捜査現場近くに旨い店があるとそれを楽しみにしているほどである。仲間とよく賭けをするがもっぱらジェーンにカモにされている。
父親は逮捕歴のある犯罪者でバイカーギャングであった。そのため、バイカーが嫌いである。父親とは疎遠だったが、のちに和解し、最後を看取るときは涙を流していた。
女性に対して不器用なタイプ。後輩で新人のヴァンペルトに好意を寄せており、そのことは当人含めてチームの中では周知の事実となっている。また恋愛についてジェーンやチョウにアドバイスを求めることもある。
シーズン2でヴァンペルトに告白し、他のメンバーに秘密で交際を開始する。当人たちは交際を上手く隠し通しているつもりであったが、実際はバレバレでリズボンを除くほとんどのCBI職員が知っていた。後に交際をメンバーに告白するも、互いの将来を鑑みた彼女に諭されて、別れを告げることになる。その後弁護士のサラと出会い、やがて婚前ながら息子のベンジャミンが産まれ父親になる。子供を授かった時点で年齢は34歳。
その後自身の死を偽った捜査にてサラに振られ、恋人を作ろうとするもヴァンペルトへの思いを断ち切ることができなかった。しかしシーズン5で彼女と再燃し、シーズン6で結婚、CBI解体後に娘のマデリーンが生まれた。
警察を退職してから電子セキュリティの会社を立ち上げ軌道に乗っていた。そんなときにアルディレスから自身の盗聴調査依頼を受けその最中にアルディレスの死体を発見し、さらに捜査中だったJ・J・ラローシュの死に立ち会ったためFBIにコンサルタントとして雇われ、再びジェーンやチョウらと働くことになる。
そして一連の事件の犯人が判明し、妻グレースを誘拐された際にジェーンの策で見つけ出すもショットガンと自身の拳銃で撃ち抜かれるが致命傷になっておらず、犯人を射殺し、窮地を挽回した。その後アボットからFBIに勧誘されるも断り、民間人として生きることを決めた。
グレース・ヴァンペルト（Grace Van Pelt）
演 - アマンダ・リゲッティ、日本語吹替 - 斉藤佑圭
CBIの新人捜査官。美人で性格は真面目。敬虔なカトリック信者である。父親がアメフトの監督をしていたため、スポーツ関係にも詳しい。嫌いな食べ物はメキシコ料理。
ITに強く、画像編集ソフトをつかった映像の加工も得意。シーズン1では経験が浅いため、もっぱらデータ照会などのデスクワークにつくことが多かったが、徐々に現場へ出るようになる。
リグスビーから好意をよせられていることは早くから気づいており、まんざらでもなかったがCBIの規則で職場恋愛が禁じられているため自ら気持ちを表には出さなかった。結局リグスビーの告白を受け入れ、こっそり交際を始めたが署内にはたちまち噂が広まってしまう。ハイタワーの就任と共に関係を解消することになる。
その後、FBI捜査官オラーフリンと婚約したが、彼がレッド・ジョンの手先と発覚。婚約者を自ら射殺することになる。シーズン5にて一時期コンピュータのハッキングの研修先で彼氏を作るが、ある事件がきっかけでリグスビーと復縁する。シーズン6でCBIの職場恋愛が解禁され、晴れて結婚し娘のマデリーンを授かる。
CBI解体後はリグスビーと共に電子セキュリティ会社を立ち上げ、CBIでの捜査で培った技術を駆使し、会社も軌道に乗ってきた。
アルディレスの電話盗聴からの一連の事件に巻き込まれ拉致誘拐されるが、リグスビーとジェーンによって助け出される。
男運が悪いようでオラーフリンだけでなく、シーズン1で付き合った弁護士の彼氏もジェーンに復讐をするために近づいていた。
レッド・ジョン
連続殺人鬼、ジェーンの宿敵。正体はトーマス・マカリスター。殺した相手の血液で犯行現場の一番目立つ場所にトレードマークのスマイルマークを残していくのが特徴。スマイルマークを書くときはキッチン用のゴム手袋を使用する。
人相はおろか年齢、性別さえも不明。声はボイスチェンジャーのようにカモフラージュできる特技を持っている。熱狂的信奉者からなるネットワークを持ち、配下の彼らは教祖たるレッド・ジョンのためなら死をもいとわない忠誠心を持つ。
宿敵ジェーンについては、自分と同じ天才であり社会の異端者であることから、同志であるとも感じている。
彼が「レッド・ジョン」と名乗って活動を開始するのは既に壮年期を過ぎた2010年前後からだが、10代後半の頃1度だけ、ビジュアライズ教団の農耕事業関係者を殺害し、トレードマークの血のスマイルマークを納屋の壁に残したことがある。
テレビ番組で彼を馬鹿にし挑発したジェーンの妻子を殺害した。そのため彼からは強烈な憎悪を抱かれ執拗に追われているが、犯行予告の手紙などを自分で届けに来るなど、捜査の邪魔や挑発的な行動をとる。
シーズン2の最終回で初めてジェーンの前に現れ、自身の模倣犯を「私の仕事を模倣した安物」と断罪し、殺害する。
シーズン3の最終回でジェーンに射殺されるが結果的に影武者である「ティモシー・カーター」だった。
シーズン4でジェーンの策略により別の連続殺人犯のサンホアキン・キラーにアマチュアと評価されたのをきっかけに彼を殺害し現場にトレードマークを残す。
シーズン5の最終話、ジェーンの幼馴染を殺害しその捜査の過程でジェーンが候補に挙げた7人の候補者をローレライに読ませ、さらにはジェーンの大切な思い出を消していくと宣言した。
シーズン6で、ジェーン宅での爆発で死亡したと見せかけ、教会にジェーンを誘い込み最後の決戦を挑むが、あらかじめ銃を隠していたジェーンに撃たれ逃走。最後は首を絞められ、ジェーンの質問に瞬きで答えさせられながら死んだ。

### CBI
CBI (California Bureau of Investigation) は主人公らが属するカリフォルニア州政府の捜査機関。番組内でCBIに関して具体的な説明はされていないが、シーズン1時点で設立されて10年余りの模様。市民への知名度は低く、「CBI」と名乗っても、理解されないことがあり、関係者宅へ話を聞き込みに行った際に捜査機関だと理解してもらえず銃を向けられることもある。「CBIって何だ」と尋ねられたリグスビーは手早く説明するため「あなたの街のFBI」と答えている。本部はロサンゼルス市内にあるPico Houseの裏側で撮影されている。
なお、アメリカ合衆国の警察は多彩な組織がそれぞれの所掌事項をもって独立して活動しており、劇中でも、ジェーン達CBIと、自治体警察や郡保安官、連邦捜査局（FBI）や国土安全保障省（DHS）と捜査権限の取り合い・押し付け合いが度々描かれている。
ヴァージル・ミネリ
演 - グレゴリー・イッツェン、日本語吹替 - 秋元羊介
CBI局長。リズボンたちの上司。どこか頼りない典型的な中間管理職。独身。
リズボンに捜査のためとはいえ暴走しがちなジェーンを抑えコントロールするようにいつも忠告しているが、同時にジェーンはコントロール出来ないことも分かっている。
レッド・ジョンを追う手がかりをつかもうとするジェーンたちのために気を利かせる場面もあり、ただ堅物なだけではない人物。
シーズン2でボスコのチームが殺害された際、記者に「今の気持ちを聞かせてください」と質問されたことで「今までで一番くだらない質問だ。悲しいに決まっている」と激怒。犯人の逮捕後、暴言の責任を取るためレッド・ジョン逮捕をリズボンたちに託して辞任する。
シーズン3では、暇を持て余して酒に溺れ釣りに興じていた。しかし、ジェーンの計らいで捜査資料のお礼として断酒会の女性を紹介してもらう。
シュタイナー検視官
演 - ジョージ・ワイナー、日本語吹替 - 真田五郎
シーズン2から登場した検視官。ジェーンが苦手だが、ジェーンはなぜか彼を気に入っているため事件現場で会うたびにちょっかいを出して揉めている。
シーズン3で再登場。現場から搬送中の死体が盗まれたこともあり、捜査に協力したいと申し出る。痩せたこと、肌の色つやなどから死に至る病に犯されていると感じたジェーンは申し出を受ける。被害者宅で共にリラックスした際に、余命1ヶ月の宣告をされていることを告げる。
捜査を共にするうちにわだかまりも解け、事件解決後にジェーンを自宅に呼び自身の病状を説明した後、警察関係者であるジェーンが見届ければ不審死ではなくなり、検死されずに済むため自殺の見届け人を頼んだ。最初は断られたが、彼の厚意で看取られながら息を引き取った。
サム・ボスコ
演 - テリー・キニー、日本語吹替 - 田中正彦
CBI捜査官でリズボンの元上司。
ジェーンたちのレッド・ジョン捜査が行き詰っていると見なされたため、捜査を彼らから引き継ぐ。
既婚者であるが、かつての部下であるリズボンに仲間以上の感情を抱いている。そのため、リズボンがジェーンに好意を寄せていることにもいち早く気づいており、ジェーンを疎ましく思っている。
レッド・ジョンのミスにより手がかりを掴んだが、直後、レッド・ジョンの信奉者に襲われて仲間を殺され自身も重傷を負ってしまう。その後、搬送された病院にて意識を回復するが、ジェーンに「レッド・ジョンを見つけたら逮捕せずに殺せ」と頼み、「そのつもりだ」という返事を聞いて息を引き取る。
マデリーン・ハイタワー
演 - アーンジャニュー・エリス、日本語吹替 - 石塚理恵
引退したミネリに代わりやってきたリズボンたちの新しい上司。黒人女性。
批判の多いCBIをテコ入れするために赴任してきた。その能力はジェーンにも認められている。
政治的な駆け引きが得意で、解決数も多いが苦情も多いリズボンのチームに圧力をかけ睨みをきかせている。拳銃の腕前はイマイチのようで、シーズン3の第16話では犯人の頭を狙ったのに足に命中した。
離婚調停中の夫との間に娘のミミと息子のウィルがいる。子供たちに対しては仕事時の厳しい姿勢とはうって変わって優しい母親として接している。
シーズン3中盤でレッド・ジョンの内通者が起こした事件の容疑者となってしまい、ジェーンの協力で二人の子供と共に姿を消す。
シーズン3最終話で、逃亡生活をしていた彼女に資金援助をしていた親戚がレッド・ジョンに拷問された末に殺害されたことを知り、自分の無実を法廷で争うために出頭することを決意し、ジェーンの元に現れる。しかしジェーンの策略によりレッド・ジョンの内通者を割り出し、ヴァンペルトと射殺した。後のシーズンでも逃亡生活を続けている。
シーズン6では事故死を装い身を隠していたがジェーンに呼び出され現れ、その後ジェーンの危機にリズボンとともに駆けつけた。
ブレンダ・シェトリック
演 - レベッカ・ウィソッキー、日本語吹替 - 渡辺育子
CBIの広報担当。
シーズン5で、自身の利益と保身のために多くの人々を殺させていた大富豪、トミー・ヴォルカーや麻薬カルテルの幹部 ミゲル・レイバなどの大物にCBI内部の情報を売っていた。
トミー・ヴォルカーの逮捕後、秘密の携帯が発見されCBIからの情報漏洩に気付いたラローシュが調査に乗り出したため、犯行を隠蔽しようとラローシュの秘密のタッパーを盗み、調査を終了するよう脅迫する。だがジェーンの罠に嵌り、テレビカメラの前で情報漏洩を暴露され逮捕された。
ラローシュへの脅迫に関する訴えを取り下げればタッパーの中身を暴露しないと取引を持ち掛けるなど、逮捕後も交渉力を発揮した。
J・J・ラローシュ
演 - プルイット・テイラー・ヴィンス、日本語吹替 - 金子由之
CBIの内部監査官。スキンヘッドの肥満体の中年男。独り暮らしで犬を飼っていて、フンメル人形を飾っている。
シーズン3で、署内で発生した警官殺しの犯人が死亡した事件を追う。でっぷりと太った体格どおり身のこなしもしゃべり方も緩慢、しばしば音もなく近寄って突然話しかけ相手をギクリとさせたりもする、いささか気味の悪い印象の男である。また些細な疑念でもこまめにメモをとり、疑わしい人間は速やかに面談に赴かせ執拗に聴き取りをおこなう。こういった人柄から調査の対象となる署内の捜査官たちからは恐れられ煙たがられている。自分に楯突いたリズボンに対して、嫌がらせで一時的にボスの職務から外したことがある。ハイタワーが逃亡により失脚した後は彼女に代わりリズボンたちの上司となり、事件解決後は再び内部監査に戻った。
シーズン5で、CBI内部の情報漏洩を調査していた過程でブレンダに雇われた強盗に襲われ樹脂製のタッパーを盗まれてしまい、ジェーンに容器の奪還と捜査協力を依頼した。
過去に母親がレイプされ自殺をし、復讐のためその犯人の「舌」を切り取り自身への戒めのために容器の中に保管していた。
シーズン6にてアルディレスと旧CBIメンバー盗聴の件にてジェーンを通してリグスビーから捜査を依頼されるも罠にかかり死亡した。
ルーサー・ウェインライト
演 - マイケル・レイディ、日本語吹替 - 後藤ヒロキ
シーズン4より、不在となっていたリズボンの上司。鋭い洞察力を持ち、ジェーンは彼を「切れ者」と評している。
ジェーンをサイコパスと指摘しているが彼の能力は認めており、リズボンのチームの強引な捜査についてもある程度理解を示す。シーズン4終盤でジェーンの挑発的な態度に我を忘れ殴りかかろうとしたのち、ジェーンを解雇した。その後ジェーンの作戦を見破ったレッド・ジョンにとらえられ、操り人形にされた挙句、FBIの銃撃で絶命した。

### FBI
スーザン・ダーシー
演 - キャサリン・デント、日本語吹替 - 尾小平志津香
シーズン4に登場したFBI捜査官。
連続殺人犯ジェームズ・ペンザーがレッド・ジョンに殺された件をFBIが引き継ぐためジェーンに話を聞きにきた。彼女自身レッド・ジョンは殺されているので模倣犯の仕業と考え捜査していたが、レッド・ジョンが彼女の後をつけビデオ隠し撮りされる事態にまで発展する。その過程でレッド・ジョンが生きていることに気づき捜査をしていたが、シーズン4最終話でレッド・ジョンの策略で拘束されていたウェインライトを誤って射殺してしまった。
シーズン5では、ウェインライトを射殺してしまったことに責任を感じてFBIを辞めたことがシュルツによって語られている。
アレクサ・シュルツ
演 - ポリー・ウォーカー、日本語吹替 - 竹村叔子
シーズン5に登場したFBI捜査官。
シーズン1以前にミネリにレッド・ジョンの捜査の進展報告を依頼しており、その場で、ジェーンが精神病院に入院していた情報をカークランドに報告していた。
ゲイブ・マンシーニ
演 - イワン・セルゲイ、日本語吹替 - 志賀麻登佳
シーズン5に登場したFBI捜査官。短気な性格でジェーン曰く「おこりんぼ」。
第1話でリード・スミスと共に殺害現場に現れ、ジェーンの挑発に乗ってチョウたちと揉める。さらにはジェーンが仕込んだ罠によりレッド・ジョンの手下に疑われ激怒し、ジェーンに水を投げつけた後追いかけ回した。
その後、リズボンをバートラムや議員などの有力者が集まるポーカーに誘っていた。

#### オースティン支局
デニス・アボット
演 - ロックモンド・ダンバー、日本語吹替 - 乃村健次
オースティン支局の上級捜査官。レッド・ジョンがバートラムというニュースを聞きつけCBIを捜査し、CBIを解体した。
のちに逃亡したジェーンを厳しい条件付きで引き込もうとするも逆にジェーンにかなりの条件を突き付けられしぶしぶ承諾。またその過程でリズボンをチームに引き込み彼らのボスとなる。
基本的に自分にも他人にも厳しい性格で、また紙の地図からジェーンの行き先を推理するなど能力は高い。
ジェーンの能力は高く買っており、かなりの自由と軍事機密にも触れられる権限を与えている。
子供のころ、ロボットアニメのボルトロン（日本名：機甲艦隊ダイラガーXV）が大好きだったようでジェーンにビークルボルトロンの玩具をプレゼントされ普段とは打って変わって上機嫌だった。
シーズン7ではジェーンの協力もあり自身の過去の一件を清算し、ワシントン支局への異動となる。
キム・フィッシャー
演 - エミリー・スワロー、日本語吹替 - 入江純
オースティン支局の捜査官でアボットの部下。
潜伏中のジェーンのことを調べるため、柔和で心優しい女性を演じて接触した。しかし、捜査官としての彼女はクールで堅い性格の人物である。
子供の頃欲しかったが母親が買ってくれなかった子供用の魔法のステッキをジェーンから送られ、童心に戻り喜んでいた。
シーズン7では私事によりシアトル支局へと異動し登場せず。
ジェイソン・ワイリー
演 - ジョー・アドラー、日本語吹替 - 関雄
オースティン支局の捜査官でアボットの部下。地味で内向的な性格の青年。職場ではずっと誰も彼の名前と姿を覚えていないほど存在感が薄かったが、ジェーンが入職したのをきっかけに、コンピューターを駆使した情報収集能力という特技が開花。以後、活躍をみせるようになり捜査を後方支援していく。
子供の頃大好きだったがよく死なせてしまったたまごっちをジェーンから送られ、喜んでいた。
シーズン7ではヴェガへの思いを募らせていたものの、彼女が殉職し、心に傷を負う。
その後現場捜査官となり、チョウのサポートを行う。
最終話では、居た堪れなくなり、ユタ州のサイバー犯罪対策課への異動願いを出すが、チョウに励まされ、チームに残ることを決意する。
ミシェル・ヴェガ
演 - ジョジー・ローレン、日本語吹替 - 岡本沙保里
シーズン7で登場したFBI捜査官。
最初の頃はジェーンの仕事のやり方に若干抵抗感があったものの、仕事をこなすにつれてその抵抗感は薄らいでゆき、彼を信頼するようになる。
恋愛に関しては疎く、ワイリーの想いにも気づいていない。
父親は元軍人で、この影響か上下関係は絶対と思っている節があり、抵抗感はこれからきている。
シーズン7終盤、武装強盗に撃たれ殉職する。

### その他
クリスティーナ・フライ
演 - レスリー・ホープ、日本語吹替 - 高島雅羅
自称・霊能力者の女性。
本人曰く死者と交信できる霊能力を持っていて、その力を使い近しい人間を亡くした人を相手にカウンセリングを行っている。
かつてインチキ霊能力だったジェーンは当初彼女を批判していたが、再会を果たした際はお互いに好意を抱くようになっていた。しかし、食事デートをするまで発展しても、お互いの譲れない信条からどこかぎこちないままであった。
ジェーンの忠告を無視しテレビ番組でレッド・ジョンについて話し刺激したため、レッド・ジョンに命を狙われるようになりCBIが警護についていたが、突然自宅から姿を消してしまう。その後発見された時には命に別状はなかったものの、精神的な操作を受けたようで「自分は既に死んでいる」と思い込みまともな会話ができない状態となっていた。ただ唯一、彼女が行っていた交霊の儀式に基づいた「霊」としてならある程度の会話が可能である。その後の動向は不明。
ウォルター・マッシュバーン
演 - カリー・グレアム、日本語吹替 - てらそままさき
シーズン2エピソード13『レッドライン』にて登場する大富豪の大物実業家。財界、政界に顔が利く人物。
非常に強い競争心を持ち、法律違反ギリギリのグレーなやり方で財をなす。そのため、多くの人から恨みを買っている。
生粋の女好きで女性関係のトラブルも多く抱えている。また、離婚歴も多数ある。
当初よりリズボンに対して熱烈なアプローチを仕掛けていて、シーズン3で再会時に遂に男女の関係になるもリズボンにその気は無く、一夜限りの関係と切り捨てられる。
ライナス・ワグナー
演 - ジェリコ・イヴァネク、日本語吹替 - 仲野裕
精神科医。
アフリカの貧しい子供たちのために基金をしていたが、同僚の医師にそれを咎められ医師とカモフラージュのために同僚の患者をレッド・ジョンの仕業に見せかけて殺害したことが、発覚し逮捕された。
その後、獄中でジェーンが誘拐された事件について自身の罪を減刑するという条件付で情報を伝えるためにリズボンと接見した。
シーズン6でジェーンの作成した偽のレッド・ジョン候補者の一人。
オズワルド・アルディレス
演 - デヴィッド・ノローナ、日本語吹替 - 山岸治雄
検事補。
シーズン3に登場。
起訴した容疑者を度々ジェーンらに無実を証明されるため、リズボンのチームを嫌っている。
ラローシュが作成したレッド・ジョンの協力者候補にも挙げられていた。
ジェーンが殺人を犯した際の担当検事となったが、結局無罪となってしまった。
シーズン6でのCBI解体後は弁護士となる。会議中などの使用していないときに携帯が熱くなっていることから盗聴を疑いリズボンに相談する。リズボンの紹介を受けリグスビー達の会社で調査してもらうが、結果を聞く前に盗聴犯により殺害された。
エリカ・フリン
演 - モリーナ・バッカリン、日本語吹替 - 松谷彼哉
高級結婚相談所シンフォニー社CEOジョン・フリンの夫人。よき妻、よき経営補佐役を演じつつ、夫を亡き者にして経営権を乗っ取ろうと狙っていた。誰もが振り向くような絶世の美女であり、人当たりも良いため、自らもカウンセラーとして相談所に勤務し「ソウルメイト」を求めるクライアントから評判を得ていた。
物語中において、ジェーン、スタイルズと並ぶ人心操作の天才的達人である。その美貌と優雅なふるまい、巧みな話術により、油断している人間、特に男性はたちまち骨抜きにされ言いなりにされてしまう。ジェーンも表面上とぼけた態度で彼女と共闘したりもするが、警戒を怠らないよう努めながら接したほどである。
ジェーンの活躍で殺人が発覚、刑務所送りになったが、後に捜査協力の名目で言葉巧みに一時的出所の機会を手に入れる。ジェーンとコンビを組んで事件を実際解決に導くものの、はじめから刑務所に戻るつもりなどない彼女はCBIと刑務所当局に一杯食わせてまんまと逃亡に成功。温暖な海外の地に高飛びした。
シーズン7である事件の容疑者の恋人として浮上し、CIAが接触を図る。刑期短縮とジェーンと組むことを条件に再び事件解決に協力するが本当の目的は恋人の大金だった。事件解決後ジェーンを誘惑するが彼には効かず、スタンガンで襲い逃亡しようとしたがリズボンに逮捕された。
トミー・ヴォルカー
演 - ヘンリー・イアン・キュージック、日本語吹替 - 藤井啓輔
シーズン5に登場した大富豪。
自身の事業のため南米で麻薬抗争に見立てて原住民全員及びその隠蔽のために証人たちの殺害を命じていた。
その後、証人の殺害現場に居合わせた所を目撃した少年を殺害しようとしたところ、リズボンに撃たれ逮捕された。
CBI解体後も引き続き獄中におり、ある事件の容疑者として名前が挙がる。
ソフィー・ミラー
演 - エリザベス・ローム、日本語吹替 - 山崎美貴
シーズン1で登場。
殺人事件の容疑者となったことで、信頼できるジェーンがコンサルタントをしているCBIが事件の担当になるよう依頼する。
過去にジェーンが妻子を殺され、精神的に不安定になっていた時期に入院していた精神病院での担当医。当時のジェーンは薬で朦朧とした状態でカウンセリングを受けていたため、多くのことを語っている。ジェーンの過去を本人と同じように、もしくは本人以上に良く知っている人物。
シーズン6で、ジェーンの情報を得るために接触したレッド・ジョンによって殺害され、自宅オーブン内で首だけが発見される。
リチャード・ハイバック
演 - ウィリアム・メイポーザー、日本語吹替 - 田坂浩樹
シーズン4で登場。
連続殺人犯 サンホアキン・キラーの候補として警察が捜査を受けていた男。
新たに被害者が出てCBIが捜査を担当した際、リズボンが「一番怪しい」と最初に捜査を行う。
実際には若い少女たちを盗撮したり、地下の隠し部屋を少女趣味な装飾にしたりするだけであり、サンホアキン・キラーとは無関係だった。
ジェーン曰く「女性を盗撮するのが好きな異常者、ただのスケベ」。
シーズン6で再登場、ジェーンの偽のレッド・ジョン候補になっていたことから、レッド・ジョンの殺害を目論むカークランドに拷問を受け、顔の一部を焼かれた上、右手の親指を切断されるが一命を取り留めた。
CBI解体後もジェーンやリズボンらCBIチームに深い恨みを持っており、自分を起訴したアルディレスと取り調べをしたリズボンのチーム全員の携帯を盗聴。盗聴の事実がバレそうになったことからアルディレスを殺害する。
さらに事件の捜査を行うラローシュをトラップで殺害、リグスビーの自宅に侵入し殺人未遂、モーテルに泊まっていたヴァンペルトを拉致監禁する。彼女を助けるためにコテージに入ったリグスビーを姉と共に銃で撃ち、重傷を与えるが、庭でジェーンの指を切断しようとしていた際に姉からショットガンを奪ったリグスビーに撃たれて死亡した。

### レッド・ジョン関係者
ティモシー・カーター
演 - ブラッドリー・ウィットフォード、日本語吹替 - 千葉繁
シーズン3の最終回に登場。
オラーフリンの携帯から最後にかけられた電話番号の相手であり、自らをレッド・ジョンだと名乗った男。
カジュアルな服装に素顔でジェーンの前に現れた。本当にレッド・ジョンなのか疑わしい旨のジェーンの発言に対し、手をかける直前のジェーンの妻子の細かな特徴を冷静に語った。
それを聞いて茫然とするジェーンの前から立ち去ろうとしたが、直後にジェーンに呼び止められ、向き直ったと同時に歩み寄って来たジェーンに正面直近から銃で何発も射たれ即死した。
しかし、この時にジェーンが射殺した人物はレッド・ジョンではなく、彼と繋がりがあったと思われる「レッド・ジョンの影武者」的な人物であり、別の凶悪事件の犯人の一人でもあった。
レベッカ・アンダーソン
演 - シャウナ・ブルーム、日本語吹替 - 小林美奈
シーズン2に登場したボスコのチームの秘書。
シーズン2の8話でレッド・ジョンの命令でボスコ及びその部下を殺害したことが発覚。その後、移送される直前レッド・ジョンに毒を塗られ絶命した。
クレイグ・オラーフリン
演 - エリック・ウィンター、日本語吹替 - 樋口智透
シーズン3から登場するFBI捜査官。ある事件でリズボンのチームと共同捜査をすることになり、以後しばしば登場する。シーズン3中盤でヴァンペルトと恋仲になり婚約するが、最終話でレッド・ジョンの手先であることが発覚。リスボンを撃った後ハイタワーを殺害しようとするが、リズボンの反撃に気を取られ、その隙にヴァンペルトとハイタワーに射殺された。
シーズン4では森で遭難したヴァンペルトの妄想として登場。会話をし、最後に危険を知らせた後消える。この出来事により、ヴァンペルトはようやく気持ちの整理が付く。
ローレライ・マーティンズ
演 - エマニュエル・シュリーキー、日本語吹替 - 樋口あかり
シーズン4最終話にて、レッド・ジョンの手下としてジェーンに接触した。その後、FBIの狙撃に遭い身柄を拘束される。シーズン5で脱走しジェーンと共に逃亡していたが、その過程で自分を操るために妹がレッド・ジョンに殺害されていたことが判明。その後、レッド・ジョンの正体を探るため妹の殺害に協力した人物を殺害する。さらにレッド・ジョンの友人を殺害しようとしたが、未遂に終わり逃亡。2週間後、レッド・ジョンに殺害され遺体となって発見された。
シーズン5最終話でジェーンにレッド・ジョンからのメッセージを残しており、そこからジェーンが割り出した7人の容疑者の名前を読み上げた。
ジェイソン・レノン
演 - クリストファー・カズンズ、日本語吹替 - 木下浩之
女性用シェルター「希望の家」の管理人。
ローレライの妹を殺害した張本人でレッド・ジョンの友人でもある。ローレライに撃たれ、一命をとりとめたもののカークランドに殺害された。

### レッド・ジョン候補者
ブレット・パートリッジ
演 - ジャック・プロットニック、日本語吹替 - 多田野曜平
検視官
事件現場で軽口を叩くため、ジェーンや周囲の人物から軽蔑されている。
シーズン1第1話、シーズン2最終話及びシーズン5の最終話とレッド・ジョン絡みの犯行現場を担当している。
シーズン6第1話でレッド・ジョンに殺され、「虎よ、虎よ」と呟きながら絶命した。その後、彼自身もブレイク結社のメンバーであることが判明した。
ブレット・スタイルズ
演 - マルコム・マクダウェル、日本語吹替 - 小林清志
新興宗教団体「ビジュアライズ」の代表者。
教団の絶対的なカリスマで、その人心掌握術、心理操作はジェーンと互角に渡り合えるほどの実力を持つ。
彼が主宰する新興宗教団体「ビジュアライズ」はいわゆるカルト教団で、信者に洗脳まがいの自己啓発などを行い、巨万の富を築いている。また、教団に敵対、不利となる人物、組織に対しては暗殺など武力的行動を執るなど非常に危険な人物でもある。そのため、警察はもちろん、FBIなどにもマークされている。
捜査機関上層部や政治家に強いコネクションを持っている。
教祖のようにみられているが、じつは、ビジュアライズ教団は彼の作った組織ではない。代表者の地位はスタイルズが若かりし頃、権力闘争の末ライバルを謀殺して手に入れたものだと噂されている。
ジェーンに対してレッド・ジョンの話題を出して挑発したり、拉致されたクリスティーナの居場所を教えたりするなど、レッド・ジョンと何らかの繋がりを持っているらしいことが示唆されている。実際、レッド・ジョンはその名を名乗る遙か以前10代の頃、農耕事業スタッフの一員としてビジュアライズ教団に参加しており、そこで血のスマイルマークを用いた初の殺人をおこなっている。しかし、結局スタイルズはシーズン6で死亡したために、それらにまつわる全容は分からずじまいとなった。
シーズン5で、ジェーンの依頼でローレライの脱走に協力。
シーズン6第6話では癌の転移が進行し余命幾ばくもない状態であることが語られ、また過去の違法行為の一部がFBIに知られて追われる身となり大使館に潜んでいた。だが、レッド・ジョンの正体を追うジェーンによって必要とされ、その手引きで監視の目から逃れジェーンの邸宅を訪れる。その後爆発が起こって死亡した。
ゲイル・バートラム
演 - マイケル・ガストン、日本語吹替 - 玉野井直樹
シーズン3から赴任してきたCBIの新しい局長。ブレイク結社と呼ばれる汚職警官一味のメンバー。
強権的、高圧的な人物。組織や自分の世間体・保身を気にしてばかりいる、おおよそ大物的ではない物腰の役人。
シーズン3の序盤から登場、ジェーンに失礼な態度をとられていたが、ジェーンを捜査に加わるよう指示を出すなど、現実的な面もある。
シーズン3中盤でジェーンの協力でハイタワーが二人の子供と姿を消した際に、ウィリアム・ブレイクの詩をつぶやくなど怪しい行動を見せており、シーズン3の最終回でレッド・ジョンが差し向けた殺し屋にジェーンが仕組んだ罠により彼自身がレッド・ジョンの内通者ではないかと疑われ、ジェーンにショッピングモールに呼ばれる。その際にジェーンにかけた一言で、彼ではなくオラーフリンが内通者であることが判明した。
シーズン6にて裏の顔が明るみに出て逃亡、レッド・ジョンの最後の候補となった3人の内、爆発で死亡したマカリスター保安官、逮捕され自白したリード・スミスが除かれ、レッド・ジョンとして報道される。逃亡中は、ニュースによって指名手配犯だと気付いたバーテンダーを躊躇いなく殺害するなど凶悪な正体を隠さなくなる。最後はレッド・ジョンの命令によってブレイク結社の同胞に射殺される。
CBIのトップである彼が連続殺人犯レッド・ジョンであり汚職警官の組織であるブレイク結社の長だとされたことで、CBIは解体されることになった。
レイ・ハフナー
演 - リード・ダイアモンド、日本語吹替 - 成田剣
シーズン4でリズボンの後任として赴任してきた捜査官。
しかし、ジェーンの策略によりバートラムに外された。
シーズン5でも引き続きCBIの捜査官として再登場。その後、CBIを辞め富俗層向けのセキュリティ会社を立ち上げることとカルト教団ビジュアライズの一員であり、会社の資金も教団から出ていることが判明した。その後、ジェーンの家に来たが、レッド・ジョンが起こした爆発により死亡した。
リード・スミス
演 - ドリュー・パウエル、日本語吹替 - 丸山壮史
シーズン5から登場したFBI特別捜査官。ブレイク結社と呼ばれる汚職警官一味のメンバー。コーヒーに必ずミルクと砂糖を入れる甘党で、肥満体である。
第1話でマンシーニと共に現れチョウたちと揉めていた。
シーズン6では逮捕されたカークランドを射殺し、「虎よ、虎」とつぶやいた。
ジェーン宅での爆発から生きた状態で発見されるが、レッド・ジョンだと誤解したリズボンと銃撃戦になり腹部に銃弾を受けた上で逃走する。医者を脅して銃弾を摘出させたが、ブレイク結社にとって不要となったため殺害されそうになり、直前でリグスビーたちが止めたことで再度逃亡。
銃創を縫合していなかったため出血が酷く、逃げきれないと諦めてCBIに投降、結社の存在やレッド・ジョンが結社のメンバーであることを自白した。
5年前に腰を痛めたことから痛み止めの依存症となり、捜査中に薬の幻覚から12歳の少女を殺害してしまう。目撃者や決定的な証拠もあったが、ブレイク結社によって揉み消されたことから結社に協力することになった。
ボブ・カークランド
演 - ケヴィン・コリガン、日本語吹替 - 大滝寛
シーズン5に登場した。国土安全保障省捜査官
普段はテロなどの事件を扱っているが、何故かレッド・ジョンに関わる捜査を担当するためにCBIへやってきた。
FBIのシュルツを通しミネリからレッド・ジョンに関する情報を伝える依頼をしたり、レッド・ジョンの友人を口を封じるかのように殺害したりとその行動は謎に包まれている。
しかし、シーズン6第4話でそれらの行動が双子の弟、マイケルをレッド・ジョンに殺されたがための復讐心に基いていることが発覚。ジェーンの偽の容疑者リストのメンバーを次々に殺害していった。
その後、ジェーンを拉致し痛めつけようとしたところハイタワーとリズボンに逮捕された。カークランドはレッド・ジョンを追う使命をジェーンに託し、自分がこれまで得た情報を後日彼に渡そうとする。しかし、そんな彼の口を封じようと、ブレイク結社の一員リード・スミスはカークランドを護送車から逃走したことにし、射殺した。
父は酒浸りで母や双子を殴る どうしようもない男であり、母は耐えきれずに自殺。ボブは家を出て自分の道を切り開いたが、マイケルは父が酒の飲みすぎで死ぬまで耐え、後に酒に溺れるようになる。更生施設や互助会へ行っても治ることはなかったが、ある日マイケルを救うという男が現れ、代わりに献身と犠牲を求め、マイケルはその男を崇め 姿を消す。その男こそがレッド・ジョンであり、死体は見つかっていないがマイケルはレッド・ジョンに殺害されたとボブ・カークランドは確信している。
トーマス・マカリスター保安官
演 - ザンダー・バークレー、日本語吹替 - 手塚秀彰
連続殺人犯レッド・ジョンの正体。ブレイク結社のボス。
シーズン1第2話でナパバレー郡の保安官として登場。
シーズン1の最終回ではニアミス程度のジェーンとの接近で終わったが、シーズン2の最終回でレッド・ジョンとしては初めてジェーンの目前に登場した。全身真黒のコート姿で顔には不気味なホラーマスクを着け、マスクの上からフードのような物を被った性別すらも判らない姿で現れた。この時に自身の「安物」の模倣犯をジェーンがいるすぐそばで殺害したが、ジェーンには一切手をかけることはせず、終始不気味に語りかけるのみで、去り際に謎めいた詩をジェーンに言い残して立ち去った。
シーズン6にて、汚職刑事や判事によって組織される「ブレイク結社」のリーダーであり、自身がレッド・ジョンだと正体を明かす。ジェーンが予め隠しておいた銃で撃たれた後に逃亡するが、ジェーンに追い詰められる。ジェーンに首を絞められながら聞かれた「妻子を殺したことを済まないと思うか？」「死が怖いか？」という問いに YES(瞬き2回)と答えて死んだ。

## 受賞歴
- 第61回エミー賞主演男優賞ノミネート（ドラマシリーズ部門）/サイモン・ベイカー
- 第67回ゴールデングローブ賞主演男優賞ノミネート（ドラマシリーズ部門）/サイモン・ベイカー
- 第16回SAG全米俳優組合アワード主演男優賞ノミネート（ドラマシリーズ部門）/サイモン・ベイカー
- 2009年ピープルズ・チョイス・アワード 1位/Favorite New TV Drama
- 2009年米TV GUIDE誌 THE SEXIEST MAN ON TV 1位/サイモン・ベイカー

## エピソード一覧
- タイトルには毎回、赤にちなんだ単語が使われていたが、レッド・ジョン事件解決と共に赤以外の色が使用されるようになる（シーズン7の11話は赤土の秘密と訳されたが原題のByzantiumは紫系の色）。原題では一話（Pilot版）のみ、そのままPilotである。

### シリーズ一覧
| シーズン | シーズン | エピソード | 米国での放送日                | 米国での放送日                |
| シーズン | シーズン | エピソード | 初回                          | 最終回                        |
| -------- | -------- | ---------- | ----------------------------- | ----------------------------- |
|          | 1        | 23         | 2008年9月23日                 | 2009年5月19日                 |
|          | 2        | 23         | 2009年9月24日                 | 2010年5月20日                 |
|          | 3        | 24         | 2010年9月23日                 | 2011年5月19日                 |
|          | 4        | 24         | 2011年9月22日                 | 2012年5月17日                 |
|          | 5        | 22         | 2012年9月30日                 | 2013年5月5日                  |
|          | 6        | 22         | 2013年9月29日                 | 2014年5月18日                 |
|          | 7        | 13         | 2014年11月30日                | 2015年2月18日                 |
| トータル | トータル | 151        | 2008年9月23日 – 2015年2月18日 | 2008年9月23日 – 2015年2月18日 |

### シーズン1 （2008年 - 2009年）
| 通算 | 話数 | タイトル             | 原題                     | 監督                         | 米国放送日     | 視聴者数 (万人) |
| ---- | ---- | -------------------- | ------------------------ | ---------------------------- | -------------- | --------------- |
| 1    | 1    | レッド・ジョンの影   | Pilot                    | デヴィッド・ナッター         | 2008年9月23日  | 1,560           |
| 2    | 2    | 赤毛と銀色のテープ   | Red Hair and Silver Tape | デヴィッド・ナッター         | 2008年9月30日  | 1,548           |
| 3    | 3    | 赤潮                 | Red Tide                 | David M. Barrett             | 2008年10月14日 | 1,494           |
| 4    | 4    | 紅の涙               | Ladies in Red            | Chris Long                   | 2008年10月21日 | 1,528           |
| 5    | 5    | アカスギの森         | Redwood                  | John Behring                 | 2008年10月28日 | 1,607           |
| 6    | 6    | 冷血                 | Red Handed               | Chris Long                   | 2008年11月11日 | 1,657           |
| 7    | 7    | 朱をそそぐ           | Seeing Red               | Martha Mitchell              | 2008年11月18日 | 1,584           |
| 8    | 8    | 赤信号               | The Thin Red Line        | Matt Earl Beesley            | 2008年11月25日 | 1,593           |
| 9    | 9    | 真っ赤な炎           | Flame Red                | Charles Beeson               | 2008年12月2日  | 1,874           |
| 10   | 10   | 赤レンガの虚栄       | Red Brick and Ivy        | Paris Barclay                | 2008年12月16日 | 1,931           |
| 11   | 11   | レッド・ジョンの友人 | Red John's Friends       | ジョン・ポルソン             | 2009年1月6日   | 1,962           |
| 12   | 12   | レッド・ラム 〜殺人  | Red Rum                  | Dean White                   | 2009年1月13日  | 1,807           |
| 13   | 13   | 血塗られた絵画       | Paint it Red             | David M. Barrett             | 2009年1月18日  | 1,639           |
| 14   | 14   | 深紅の情熱           | Crimson Casanova         | レスリー・リンカ・グラッター | 2009年2月10日  | 1,970           |
| 15   | 15   | 口紅のメッセージ     | Scarlett Fever           | Paul Holahan                 | 2009年2月17日  | 1,823           |
| 16   | 16   | 血眼                 | Bloodshot                | Chris Long                   | 2009年3月17日  | 1,549           |
| 17   | 17   | 狙われたカーネリアン | Carnelian Inc.           | Kevin Dowling                | 2009年3月24日  | 1,762           |
| 18   | 18   | 血染めのジャガイモ   | Russet Potatoes          | Norberto Barba               | 2009年3月31日  | 1,696           |
| 19   | 19   | 12本の赤いバラ       | A Dozen Red Roses        | レスリー・リンカ・グラッター | 2009年4月7日   | 1,692           |
| 20   | 20   | レッド・ソース       | Red Sauce                | Adam Kane                    | 2009年4月28日  | 1,711           |
| 21   | 21   | ミス・レッド         | Miss Red                 | Martha Mitchell              | 2009年5月5日   | 1,668           |
| 22   | 22   | 血の結束             | Blood Brothers           | ジョン・ポルソン             | 2009年5月12日  | 1,621           |
| 23   | 23   | レッド・ジョンの足跡 | Red John's Footsteps     | Chris Long                   | 2009年5月19日  | 1,682           |

### シーズン2 （2009年 - 2010年）
| 通算 | 話数 | タイトル                    | 原題                     | 監督                         | 米国放送日     | 視聴者数 (万人) |
| ---- | ---- | --------------------------- | ------------------------ | ---------------------------- | -------------- | --------------- |
| 24   | 1    | 贖罪                        | Redemption               | Chris Long                   | 2009年9月24日  | 1,507           |
| 25   | 2    | 緋文字                      | The Scarlet Letter       | Charles Beeson               | 2009年10月1日  | 1,575           |
| 26   | 3    | 血塗られたバッジ            | Red Badge                | Eric Laneuville              | 2009年10月8日  | 1,470           |
| 27   | 4    | 赤い脅迫                    | Red Menace               | Norberto Barba               | 2009年10月15日 | 1,508           |
| 28   | 5    | 赤い恐怖                    | Red Scare                | レスリー・リンカ・グラッター | 2009年10月29日 | 1,553           |
| 29   | 6    | ラメと赤い血                | Black Gold and Red Blood | ロッド・ハーディ             | 2009年11月5日  | 1,621           |
| 30   | 7    | 熱血                        | Red Bulls                | David M. Barrett             | 2009年11月12日 | 1,617           |
| 31   | 8    | 彼の赤い右腕                | His Red Right Hand       | Chris Long                   | 2009年11月19日 | 1,585           |
| 32   | 9    | ルビーより高し              | A Price Above Rubies     | Charles Beeson               | 2009年12月10日 | 1,637           |
| 33   | 10   | 炎の剛速球                  | Throwing Fire            | Martha Mitchell              | 2009年12月17日 | 1,577           |
| 34   | 11   | バラ色のメガネ              | Rose-Colored Glasses     | Dan Lerner                   | 2010年1月14日  | 1,538           |
| 35   | 12   | 血を流すハート              | Bleeding Heart           | Norberto Barba               | 2010年1月21日  | 1,456           |
| 36   | 13   | レッドライン                | Redline                  | Bill D'Elia                  | 2010年2月4日   | 1,468           |
| 37   | 14   | ギャングの血                | Blood In, Blood Out      | John Polson                  | 2010年2月11日  | 1,586           |
| 38   | 15   | レッドヘリング 〜おいしい罠 | Red Herring              | Eric Laneuville              | 2010年3月4日   | 1,487           |
| 39   | 16   | コード・レッド              | Code Red                 | John F. Showalter            | 2010年3月11日  | 1,602           |
| 40   | 17   | 赤い箱                      | The Red Box              | Chris Long                   | 2010年4月1日   | 1,411           |
| 41   | 18   | 赤い水                      | Aingavite Baa            | Stephen Gyllenhaal           | 2010年4月8日   | 1,632           |
| 42   | 19   | ブラッド・マネー            | Blood Money              | Adam Kane                    | 2010年4月22日  | 1,496           |
| 43   | 20   | 赤い血だまり                | Red All Over             | ロクサン・ドースン           | 2010年4月29日  | 1,484           |
| 44   | 21   | 赤い鼻の恐怖                | 18-5-4                   | Charles Beeson               | 2010年5月6日   | 1,485           |
| 45   | 22   | 赤いメール                  | Red Letter               | John F. Showalter            | 2010年5月13日  | 1,484           |
| 46   | 23   | 夜明けの赤い空              | Red Sky in the Morning   | Chris Long                   | 2010年5月20日  | 1,522           |

### シーズン3 （2010年 - 2011年）
| 通算 | 話数 | タイトル                           | 原題                           | 監督               | 米国放送日     | 視聴者数 (万人) |
| ---- | ---- | ---------------------------------- | ------------------------------ | ------------------ | -------------- | --------------- |
| 47   | 1    | 夕焼けの空                         | Red Sky at Night               | Chris Long         | 2010年9月23日  | 1,550           |
| 48   | 2    | 赤い血糊                           | Cackle-Bladder Blood           | John Polson        | 2010年9月30日  | 1,465           |
| 49   | 3    | 血まみれの手                       | The Blood on His Hands         | David M. Barrett   | 2010年10月7日  | 1,439           |
| 50   | 4    | レッド・カーペット・トリートメント | Red Carpet Treatment           | Charles Beeson     | 2010年10月14日 | 1,513           |
| 51   | 5    | レッド・ポニー                     | The Red Ponies                 | John F. Showalter  | 2010年10月21日 | 1,442           |
| 52   | 6    | ピンク・シャネル・スーツ           | Pink Chanel Suit               | Eric Laneuville    | 2010年10月28日 | 1,476           |
| 53   | 7    | レッド・ホット                     | Red Hot                        | Chris Long         | 2010年11月4日  | 1,442           |
| 54   | 8    | 火の玉                             | Ball of Fire                   | Stephen Gyllenhaal | 2010年11月11日 | 1,384           |
| 55   | 9    | 赤い月                             | Red Moon                       | サイモン・ベイカー | 2010年11月18日 | 1,474           |
| 56   | 10   | 赤いサンタクロース                 | Jolly Red Elf                  | John F. Showalter  | 2010年12月9日  | 1,341           |
| 57   | 11   | 血まみれのファイト                 | Bloodsport                     | ロクサン・ドースン | 2011年1月6日   | 1,488           |
| 58   | 12   | ブラッドハウンド                   | Bloodhounds                    | Charles Beeson     | 2011年1月20日  | 1,482           |
| 59   | 13   | レッドアラート                     | Red Alert                      | ガイ・ファーランド | 2011年2月3日   | 1,518           |
| 60   | 14   | 血には血を                         | Blood for Blood                | Martha Mitchell    | 2011年2月10日  | 1,486           |
| 61   | 15   | 血の金脈                           | Red Gold                       | Tom Verica         | 2011年2月17日  | 1,501           |
| 62   | 16   | 赤の女王                           | Red Queen                      | Chris Long         | 2011年2月24日  | 1,479           |
| 63   | 17   | 血流                               | Bloodstream                    | Bobby Roth         | 2011年3月10日  | 1,428           |
| 64   | 18   | レッド・マイル                     | The Red Mile                   | Darnell Martin     | 2011年3月31日  | 1,427           |
| 65   | 19   | 綺麗なバラにはトゲがある           | Every Rose Has Its Thorn       | Charles Beeson     | 2011年4月7日   | 1,517           |
| 66   | 20   | ジェーンに赤信号                   | Redacted                       | David M. Barrett   | 2011年4月28日  | 1,353           |
| 67   | 21   | 赤毛の継子のように                 | Like a Redheaded Stepchild     | Eric Laneuville    | 2011年5月5日   | 1,400           |
| 68   | 22   | ラプソディ・イン・レッド           | Rhapsody in Red                | David M. Barrett   | 2011年5月12日  | 1,407           |
| 69   | 23   | ストロベリークリーム: パート1      | Strawberries and Cream: Part 1 | Chris Long         | 2011年5月19日  | 1,411           |
| 70   | 24   | ストロベリークリーム: パート2      | Strawberries and Cream: Part 2 |                    |                |                 |

### シーズン4 （2011年 - 2012年）
| 通算 | 話数 | タイトル                           | 原題                                        | 監督               | 米国放送日     | 視聴者数 (万人) |
| ---- | ---- | ---------------------------------- | ------------------------------------------- | ------------------ | -------------- | --------------- |
| 71   | 1    | 緋色のリボン                       | Scarlet Ribbons                             | Charles Beeson     | 2011年9月22日  | 1,356           |
| 72   | 2    | 赤い手帳                           | Little Red Book                             | Eric Laneuville    | 2011年9月29日  | 1,292           |
| 73   | 3    | 赤いバルーン                       | Pretty Red Balloon                          | John F. Showalter  | 2011年10月6日  | 1,315           |
| 74   | 4    | 赤いバラの庭で                     | Ring Around the Rosie                       | Chris Long         | 2011年10月13日 | 1,239           |
| 75   | 5    | 血と砂                             | Blood and Sand                              | John Polson        | 2011年10月20日 | 1,254           |
| 76   | 6    | カーマインの行方                   | Where in the World Is Carmine O'Brien?      | Bobby Roth         | 2011年10月27日 | 1,242           |
| 77   | 7    | 点滅するレッドランプ               | Blinking Red Light                          | サイモン・ベイカー | 2011年11月3日  | 1,336           |
| 78   | 8    | 雑なマニキュア                     | Pink Tops                                   | Tom Verica         | 2011年11月17日 | 1,221           |
| 79   | 9    | 赤いスウェット                     | The Redshirt                                | Eric Laneuville    | 2011年12月8日  | 1,304           |
| 80   | 10   | 赤のフーガ                         | Fugue in Red                                | Randy Zisk         | 2011年12月15日 | 1,316           |
| 81   | 11   | いつも赤に賭けろ                   | Always Bet on Red                           | John F. Showalter  | 2012年1月12日  | 1,365           |
| 82   | 12   | 血に染まったパーティー             | My Bloody Valentine                         | Elodie Keene       | 2012年1月19日  | 1,422           |
| 83   | 13   | 赤は新たなスタンダード             | Red is the New Black                        | Tom Verica         | 2012年2月2日   | 1,387           |
| 84   | 14   | 赤いワインの香り                   | At First Blush                              | ロクサン・ドースン | 2012年2月9日   | 1,468           |
| 85   | 15   | バラ戦争                           | War of the Roses                            | Geary McLeod       | 2012年2月16日  | 1,355           |
| 86   | 16   | 彼の赤い企み                       | His Thoughts Were Red Thoughts              | Charles Beeson     | 2012年2月23日  | 1,336           |
| 87   | 17   | ワインレッドの殺人                 | Cheap Burgundy                              | ブルーノ・ヘラー   | 2012年3月8日   | 1,384           |
| 88   | 18   | 赤いお茶                           | Ruddy Cheeks                                | Eric Laneuville    | 2012年3月9日   | 1,183           |
| 89   | 19   | 冷やしたピンク・シャンパン         | Pink Champagne on Ice                       | David Von Ancken   | 2012年3月29日  | 1,362           |
| 90   | 20   | レッドマンド高校で何かが腐っている | Something's Rotten in Redmund               | ガイ・ファーランド | 2012年4月5日   | 1,259           |
| 91   | 21   | ルビー色の魔法の靴                 | Ruby Slippers                               | Kevin Hooks        | 2012年4月26日  | 1,203           |
| 92   | 22   | さようなら、今まで赤魚をありがとう | So Long, and Thanks for All the Red Snapper | Chris Long         | 2012年5月3日   | 1,294           |
| 93   | 23   | 赤いかくれんぼ                     | Red Rover, Red Rover                        | John F. Showalter  | 2012年5月10日  | 1,262           |
| 94   | 24   | 赤い制服のウェイトレス             | The Crimson Hat                             | Chris Long         | 2012年5月17日  | 1,309           |

### シーズン5 （2012年 - 2013年）
| 通算 | 話数 | タイトル               | 原題                    | 監督                           | 米国放送日     | 視聴者数 (万人) |
| ---- | ---- | ---------------------- | ----------------------- | ------------------------------ | -------------- | --------------- |
| 95   | 1    | 赤いガラス玉           | The Crimson Ticket      | Chris Long                     | 2012年9月30日  | 1,106           |
| 96   | 2    | 血染めのダイヤ         | Devil's Cherry          | Randy Zisk                     | 2012年10月7日  | 902             |
| 97   | 3    | 金庫の赤い血           | Not One Red Cent        | Chris Long                     | 2012年10月14日 | 1,074           |
| 98   | 4    | 血の抗争               | Blood Feud              | Anton Cropper                  | 2012年10月21日 | 810             |
| 99   | 5    | 赤い朝焼け             | Red Dawn                | Chris Long                     | 2012年10月28日 | 1,017           |
| 100  | 6    | 赤ワインとピザ         | Cherry Picked           | John F. Showalter              | 2012年11月4日  | 911             |
| 101  | 7    | 茜色の転落             | If It Bleeds, It Leads  | John F. Showalter              | 2012年11月11日 | 1,015           |
| 102  | 8    | 夕陽に包まれた船       | Red Sails in the Sunset | サイモン・ベイカー             | 2012年11月18日 | 807             |
| 103  | 9    | ブラック・チェリー     | Black Cherry            | Elodie Keene                   | 2012年11月25日 | 1,015           |
| 104  | 10   | パナマ・レッド         | Panama Red              | ガイ・ファーランド             | 2012年12月9日  | 794             |
| 105  | 11   | ルビーのネックレス     | Days of Wine and Roses  | Eric Laneuville                | 2013年1月6日   | 1,085           |
| 106  | 12   | 小さな赤い車           | Little Red Corvette     | Randy Zisk                     | 2013年1月13日  | 1,060           |
| 107  | 13   | 赤い納屋               | The Red Barn            | アリソン・アンダース           | 2013年1月27日  | 1,050           |
| 108  | 14   | 血の生き残りレース     | Red in Tooth and Claw   | Randy Zisk                     | 2013年2月17日  | 942             |
| 109  | 15   | 豪邸に燃える炎         | Red Lacquer Nail Polish | Geary McLeod                   | 2013年3月3日   | 924             |
| 110  | 16   | そこにはやはり血が     | There Will Be Blood     | Anton Cropper                  | 2013年3月10日  | 952             |
| 111  | 17   | 赤と白と青             | Red, White and Blue     | ロバート・ダンカン・マクニール | 2013年3月17日  | 998             |
| 112  | 18   | 赤いカーテンの裏側     | Behind the Red Curtain  | Chris Long                     | 2013年3月24日  | 800             |
| 113  | 19   | 朱に染まる町           | Red Letter Day          | ガイ・ファーランド             | 2013年4月14日  | 784             |
| 114  | 20   | レッドベルベットケーキ | Red Velvet Cupcakes     | David M. Barrett               | 2013年4月21日  | 910             |
| 115  | 21   | 赤く腫れた手首         | Red and Itchy           | デヴィッド・ペイマー           | 2013年4月28日  | 869             |
| 116  | 22   | レッド・ジョンのルール | Red John's Rules        | Chris Long                     | 2013年5月5日   | 917             |

### シーズン6 （2013年 - 2014年）
| 通算 | 話数 | タイトル                 | 原題                     | 監督                           | 米国放送日     | 視聴者数 (万人) |
| ---- | ---- | ------------------------ | ------------------------ | ------------------------------ | -------------- | --------------- |
| 117  | 1    | 砂漠のバラ               | The Desert Rose          | Chris Long                     | 2013年9月29日  | 970             |
| 118  | 2    | 黒い翼の赤い鳥           | Black-Winged Redbird     | ロバート・ダンカン・マクニール | 2013年10月6日  | 855             |
| 119  | 3    | 血塗られた結婚式         | Wedding in Red           | Randy Zisk                     | 2013年10月13日 | 938             |
| 120  | 4    | レッド・ジョン・リスト   | Red Listed               | Eric Laneuville                | 2013年10月20日 | 775             |
| 121  | 5    | 赤いタトゥー             | The Red Tattoo           | Tawnia McKiernan               | 2013年10月27日 | 882             |
| 122  | 6    | 地獄の炎                 | Fire and Brimstone       | John F. Showalter              | 2013年11月10日 | 846             |
| 123  | 7    | 偉大なるレッド・ドラゴン | The Great Red Dragon     | Elodie Keene                   | 2013年11月17日 | 972             |
| 124  | 8    | レッド・ジョン           | Red John                 | Chris Long                     | 2013年11月24日 | 1,094           |
| 125  | 9    | 青い楽園                 | My Blue Heaven           | サイモン・ベイカー             | 2013年12月1日  | 958             |
| 126  | 10   | 緑の屋上庭園             | Green Thumb              | ロバート・ダンカン・マクニール | 2013年12月8日  | 997             |
| 127  | 11   | 白線                     | White Lines              | ガイ・ファーランド             | 2014年1月5日   | 1,022           |
| 128  | 12   | 金のハンマー             | The Golden Hammer        | James Hayman                   | 2014年1月12日  | 958             |
| 129  | 13   | 黒いヘリコプター         | Black Helicopters        | Randy Zisk                     | 2014年3月9日   | 995             |
| 130  | 14   | 灰色の水                 | Grey Water               | Geary McLeod                   | 2014年3月16日  | 865             |
| 131  | 15   | 白い吹きだまり           | White as the Driven Snow | Chris Long                     | 2014年3月23日  | 802             |
| 132  | 16   | すみれの花束             | Violets                  | J. Miller Tobin                | 2014年3月30日  | 872             |
| 133  | 17   | 銀の翼が時を越え         | Silver Wings of Time     | James Hayman                   | 2014年4月13日  | 902             |
| 134  | 18   | 緑の森                   | Forest Green             | Eric Laneuville                | 2014年4月20日  | 865             |
| 135  | 19   | 茶色い目の少女たち       | Brown Eyed Girls         | Sylvain White                  | 2014年4月27日  | 863             |
| 136  | 20   | 白いテーブル             | Il Tavolo Bianco         | Tom Snyder                     | 2014年5月4日   | 842             |
| 137  | 21   | 黒い取引                 | Black Hearts             | Randy Zisk                     | 2014年5月11日  | 864             |
| 138  | 22   | 青い鳥                   | Blue Bird                | Chris Long                     | 2014年5月18日  | 969             |

### シーズン7 （2014年 - 2015年）
| 通算 | 話数 | タイトル                   | 原題                     | 監督               | 米国放送日     | 視聴者数 (万人) |
| ---- | ---- | -------------------------- | ------------------------ | ------------------ | -------------- | --------------- |
| 139  | 1    | どこまでも続く青い空       | Nothing But Blue Skies   | Chris Long         | 2014年11月30日 | 1,089           |
| 140  | 2    | 灰色の鉄格子のホテル       | The Greybar Hotel        | Bill Eagles        | 2014年12月7日  | 870             |
| 141  | 3    | オレンジブロッサム・アイス | Orange Blossom Ice Cream | Chris Long         | 2014年12月14日 | 837             |
| 142  | 4    | ブラック・マーケット       | Black Market             | Michael Nankin     | 2014年12月21日 | 868             |
| 143  | 5    | シルバーのブリーフケース   | The Silver Briefcase     | サイモン・ベイカー | 2014年12月28日 | 848             |
| 144  | 6    | グリーンライト             | Green Light              | Geary McLeod       | 2015年1月7日   | 905             |
| 145  | 7    | 小さな黄色い家             | Little Yellow House      | Edward Ornelas     | 2015年1月14日  | 936             |
| 146  | 8    | 白煙の向こう               | The Whites of His Eyes   | ロッド・ホルコム   | 2015年1月21日  | 960             |
| 147  | 9    | 鉛色の弾丸                 | Copper Bullet            | Tom Snyder         | 2015年1月28日  | 917             |
| 148  | 10   | 黄金のままではいられない   | Nothing Gold Can Stay    | Paul A. Kaufman    | 2015年2月4日   | 897             |
| 149  | 11   | 赤土の秘密                 | Byzantium                | Nina Lopez-Corrado | 2015年2月11日  | 910             |
| 150  | 12   | 茶色いカーペット           | Brown Shag Carpet        | Geary McLeod       | 2015年2月18日  | 1,010           |
| 151  | 13   | 白い蘭                     | White Orchids            | Chris Long         |                |                 |